# دوش در حلقه ما قصه گیسوی تو بود
غزلی با مطلع «دوش در حلقهٔ ما قصّهٔ گیسوی تو بود»، غزل شمارهٔ ۲۱۰ از دیوانِ حافظ در تصحیحِ محمد قزوینی و قاسم غنی است.

## مفهوم و درون‌مایه
== وزن فاعلاتن فعلاتن فعلاتن  فعلن

## در اجراها
محمود محمودی خوانساری در برنامهٔ شمارهٔ ۷۱ از مجموعهٔ برگ سبز این غزل را در دستگاهِ سه‌گاه اجرا کرده است.

## در دیگر آثار هنری
یک قطعهٔ خوشنویسی اثر سلطان محمد خندان متعلق به نیمهٔ نخست سدهٔ ۱۰ ه‍.ق با بیت‌هایی از غزل «دوش در حلقه ما قصه گیسوی تو بود / تا دل شب سخن از سلسله موی تو بود» در مرقع بهرام میزا به‌شمارهٔ H2154 و به‌سال ۹۵۱ ه‍.ق/۱۵۴۴ م موجود است. این مرقع در کتابخانهٔ توپکاپی‌سرای استانبول نگهداری می‌شود. این مرقع توسط دوست‌محمد کواشانی هروی و به‌دستور شاهزاده بهرام میرزا صفوی تهیه و تنظیم شده است و دست‌کم ۲۸ قطعه از سروده‌های حافظ که به‌دست خوشنویسان سدهٔ ۹ و ۱۰ ه‍.ق نوشته شده، در این قطعه جای دارد.